# Università nazionale autonoma del Messico
L'Università nazionale autonoma del Messico (in spagnolo: Universidad Nacional Autónoma de México, conosciuta anche con l'acronimo UNAM) è stata fondata il 22 settembre 1910 come erede ideale della Reale e pontificia università del Messico, fondata nel 1551 (seconda più antica università delle Americhe dopo la Universidad Nacional Mayor de San Marcos di Lima) per opera dell'arcivescovo Juan de Zumárraga e del viceré Antonio de Mendoza e poi chiusa nel 1865.
Ha sede a Città del Messico e il suo campus principale, costruito verso la fine degli anni '40, è situato nella zona sud della città nel Pedregal de San Ángel nella cosiddetta C.U. (città universitaria).
Il Campus dell'UNAM è stato concepito e decorato dai più importanti architetti e artisti messicani del XX secolo, uno fra tutti il muralista Diego Rivera. Nel 1968 lo Stadio Olimpico Universitario ospitò le principali manifestazioni della XIX Olimpiade di Città del Messico, facendo dell'UNAM l'unica università al mondo ad aver ospitato questa importante manifestazione.
Una divisione dell'Università è il Centro de Estudios Latinoamericanos della Facoltà di scienze politiche e sociali.
L'UNAM, pur essendo un'università pubblica, ha un elevato standard qualitativo ed è da molti considerata la migliore università del Messico. Le tasse di iscrizione e di frequenza sono molto basse, ragion per la quale c'è una forte selezione all'ingresso degli studenti nelle varie facoltà.

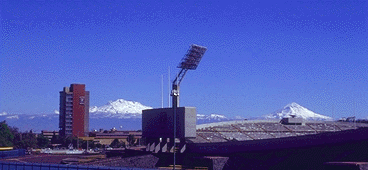
lo Stadio Olimpico e la torre dell'amministrazione

## Stemma
Lo stemma dell'UNAM è rappresentato dall'aquila messicana e dal condor andino, formando un'aquila bicefala. Al di sotto dell'aquila si trova un paesaggio di vulcani e di nopales.

## Campus
Il campus dell'UNAM si trova nella zona sud di Città del Messico. È stato inaugurato nel 1954, su un piano disegnato dagli architetti Mario Pani Darqui, Jose Villagran García, Pedro Ramírez Vazquez, Carlos Lazo, Enrique del Moral e Domingo García Ramos. Alcuni degli architetti che hanno contribuito alla progettazione degli edifici sono Armando Franco Rovira, Ernesto Gómez Gallardo Argüelles, Vladimir Kaspe, Jorge Gonzales Reyna e Felix Candela.

## Pubblicazioni
A partire dal gennaio 2018, la casa editrice Elsevier ha unilateralmente risolto tutti contratti editoriali in essere con le riviste accademiche dell'UNAM, cessandone la pubblicazione.